# Scindia

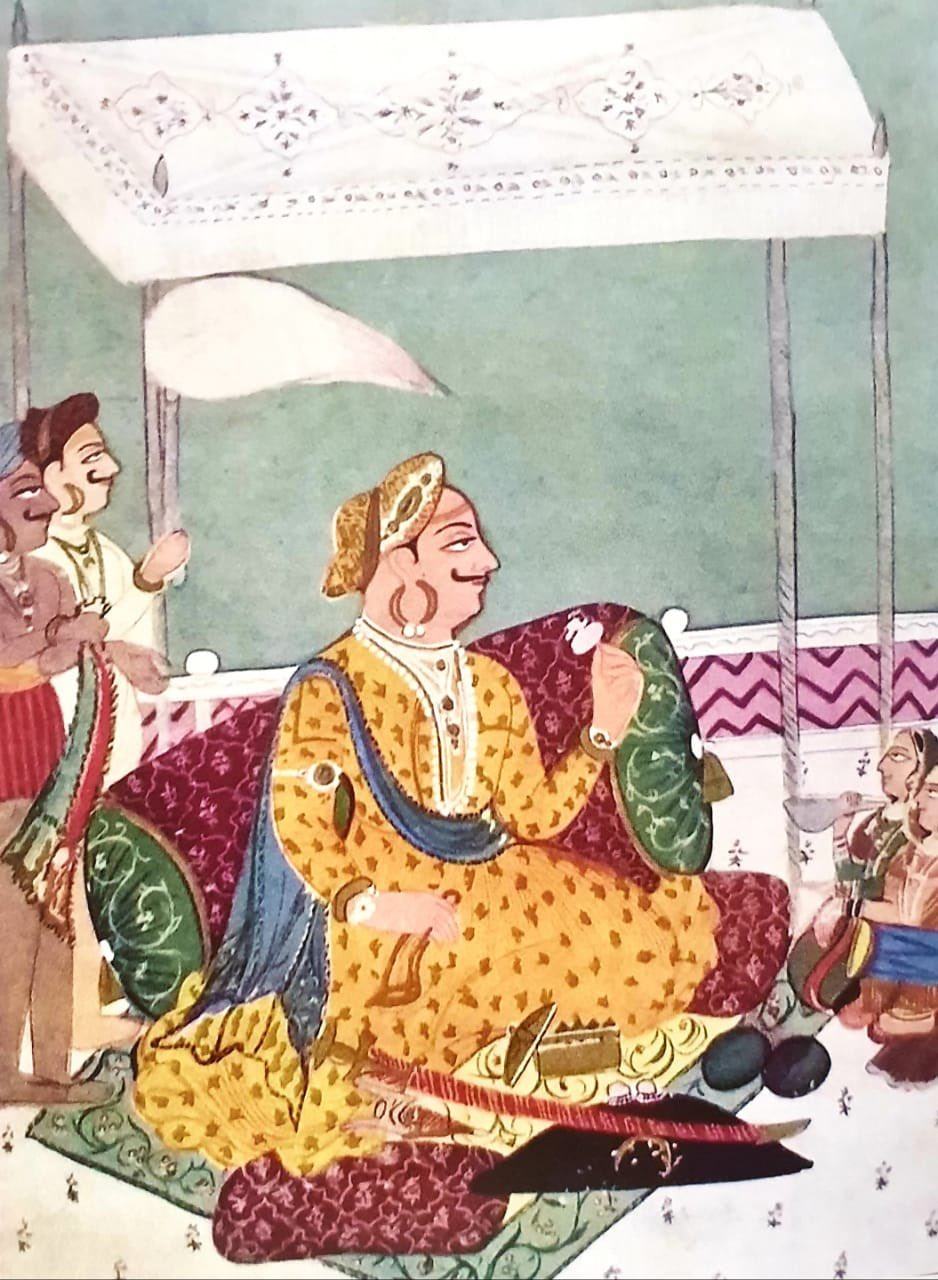
Il·lustració de Dattaji Rao, membre de la dinastia.

Scindia (forma anglesa Sindhia, també Sindia o Sindhe) fou el nom de la dinastia maratha que va governar a Malwa i Índia central, amb seus a Ujjain i a Gwalior (concretament al costat de la ciutat de Gwalior, a Lashkar).
Ranoji Sindhia, fill del patel (cap) d'un poble anomenat Kannerkhera al Dècan (a 26 km de Satara), era porta-estores del peshwa maratha Balaji al començament del segle XVIII, i va ascendir dins a la jerarquia del peshwa, va rebre un títol de l'emperador i una parenta es va casar amb Raja Sahu, fill i successor de Sambhaji. Per les seves qualitats militars Ranoji va arribar a dirigir la guàrdia reial. Va dirigir les expedicions dels marathes a Malwa (1726) junt amb Malhar Rao Holkar (fundador de la casa d'Indore) i va ser autoritzat pel peshwa (1731) per recaptar el chauth (el 25% de les taxes) i el sardeshmukhi (el 10% extra per damunt del chauth), conservant per a si mateix el makossa (la meitat de l'altra 65%). Va establir la seva capital a Ujjain.
La dinastia es va conservar al poder fins a l'accessió a l'Índia el 1947, efectiva el 1948.

## Governants (títol Maharaja Scindia)
- Ranoji Rao Scindia (o Sindhia) 1731 - 19 de juliol de 1745
- Jayappa Rao Scindia 19 de juliol de 1745 - 25 de juliol de 1755
- Jankoji Rao I Scindia 25 de juliol de 1755 - 15 de gener de 1761
- Dattaji (regent) 25 de juliol de 1755 - 10 de gener de 1760
- Interregne 15 de gener de 1761 - 25 de novembre de 1763
- Kadarji Rao Scindia 25 de novembre de 1763 - 10 de juliol de 1764
- Manaji Rao Scindia 10 de juliol de 1764 - 18 de gener de 1768
- Madhav Rao I Scindia 18 de gener de 1768 - 12 de febrer de 1794
- Daulat Rao Scindia 12 de febrer de 1794 - 21 de març de 1827
- Maharani Baija Bai (reina regent) 21 de març de 1827 - 17 de juny de 1827 (regent)
- Jankoji Rao II Scindia 17 de juny de 1827 - 7 de febrer de 1843
- Maharani Baija Bai (reina regent per segona vegada) 17 de juny de 1827 - desembre de 1832
- Jayaji Rao Scindia febrer de 1843 - 20 de juny de 1886
- Maharani Tara Bai (reina regent) 7 de febrer de 1843 - 19 de gener de 1845
- Dada Khasjiwallah (rebel) 1843 - gener de 1844
- Madhav Rao II Scindia 20 de juny de 1886 - 5 de juny de 1925
- Maharani Sakhya Bai (reina regent) 17 d'agost de 1886 - 15 de desembre de 1894
- George Jivaji Rao Scindia 5 de juny de 1925 - 15 de juny de 1948 (+ 1961)
- Maharani Chinku Bai (reina regent) 5 de juny de 1925 - 23 de novembre de 1931
- Maharani Gajra Bai (reina regent) 23 de novembre de 1931 - 22 de novembre de 1936